# Glenea sylvioides
Glenea sylvioides är en skalbaggsart som beskrevs av Pierre Lepesme och Stefan von Breuning 1953. Glenea sylvioides ingår i släktet Glenea och familjen långhorningar. Inga underarter finns listade i Catalogue of Life.